# Vegyes csapatverseny a 2015-ös úszó-világbajnokságon
A 2015-ös úszó-világbajnokságon a műugrás vegyes csapatversenyének döntőjét július 29-én rendezték meg a Kazan Arenában.
A műugrók csapatversenyét a Thomas Daley, Rebecca Gallantree összeállítású brit együttes nyerte, míg a második helyen az ukránok, a harmadikon pedig a kínaiak végeztek.

## Eredmény
A viadal helyi idő szerint 19:30-kor kezdődött.
| #  | Versenyző                                | Ország                   | Pontok |
| -- | ---------------------------------------- | ------------------------ | ------ |
|    | Thomas Daley Rebecca Gallantree          | Egyesült Királyság (GBR) | 434,65 |
|    | Olekszandr Horskovozov Julija Prokopcsuk | Ukrajna (UKR)            | 426,45 |
|    | Csen Zso-lin Hszie Sze-ji                | Kína (CHN)               | 425,40 |
| 4  | Nagyezsda Bazsina Viktor Minyibajev      | Oroszország (RUS)        | 418,50 |
| 5  | Laura Marino Matthieu Rosset             | Franciaország (FRA)      | 417,20 |
| 6  | Arantxa Chávez Iván García Navarro       | Mexikó (MEX)             | 399,40 |
| 7  | David Boudia Jessica Parratto            | USA (USA)                | 395,40 |
| 8  | Bátki Noémi Michele Benedetti            | Olaszország (RUS)        | 377,05 |
| 9  | Chew Yiwei Loh Loh Zhiayi                | Malajzia (MAS)           | 360,50 |
| 10 | Vadzim Kaptur Alena Kamulkina            | Fehéroroszország (BLR)   | 352,00 |
| 11 | Tina Punzel Martin Wolfram               | Németország (GER)        | 348,95 |
| 12 | Kim Nami U Haram                         | Dél-Korea (KOR)          | 331,95 |
| 13 | Mara Aiacoboae Cătălin Constantin Cosma  | Románia (ROU)            | 318,95 |
| 14 | Maha Abdelsalam Gouda Mohab Elkordy      | Egyiptom (EGY)           | 310,60 |